# Wojciech Koryciński (pisarz)
Wojciech Koryciński (ur. 7 maja 1979 w Świdnicy) – pisarz, krytyk literacki, regionalista. Uczęszczał do II Liceum Ogólnokształcącego w Świdnicy. Studiował filologię polską na Uniwersytecie Wrocławskim. Członek Stowarzyszenia Pisarzy Polskich. Od 2003 roku do 2023 roku pracował jako nauczyciel języka polskiego w I Liceum Ogólnokształcącym im. Jana Kasprowicza w Świdnicy.
Publikował w czasopismach: „Odra”, „Czas Kultury”, „Strony”, „Pomosty”, „Rocznik Świdnicki”, „Fraza”. Współpracował z czasopismem literackim Red. (2006–2008) oraz Fundacją na Rzecz Kultury i Edukacji im. Tymoteusza Karpowicza (2010–2017).
Pomysłodawca i współorganizator imprez poetyckich: Świdnickie Środy Literackie (od 2006), festiwal Cztery Żywioły Słowa (od 2013), a także Rzeźnia Literacka w Domu Kultury Polskiej w Wilnie (2016–2017).

## Publikacje

### Proza
- Tajemnice ulicy Pańskiej. Świdnica: Wydawnictwo Kiklop, 2010. ISBN 978-83-927708-7-9. Brak numerów stron w książce[17]
- Niebieskie Zakony. Świdnica: Wydawnictwo Kiklop, 2013. ISBN 978-83-927708-8-6. Brak numerów stron w książce

### Dramat
- Urząd nad jeziorem, wystawiony w 2012 roku w Teatrze Miejskim w Świdnicy

### Opracowania i redakcje
- 65-lecie I Liceum Ogólnokształcącego im. Jana Kasprowicza w Świdnicy 2010
- 70-lecie I Liceum Ogólnokształcącego im. Jana Kasprowicza w Świdnicy 2015
- Słowo, które przemienia człowieka. Wybrane zagadnienia twórczości literackiej Karola Wojtyły - papieża Jana Pawła II. Świdnica: Gmina Miasto Świdnica 2018
- Świdnica. Pejzaż kulturalny 1945-2020 2023 (wraz z Mariolą Szaciło-Mackiewicz)[18]. Świdnica: Wydawca: Gmina Miasto Świdnica. ISBN 978-83-965639-0-3.

## Nagrody i wyróżnienia
W 2011 roku otrzymał Nagrodę Kulturalną Prezydenta Miasta Świdnicy za osiągnięcia w dziedzinie twórczości artystycznej, upowszechniania i ochrony kultury. W tym samym roku nominowany do Nagrody „Warto” przyznawanej przez wrocławski dodatek „Gazety Wyborczej” i Miasto Wrocław za książkę Tajemnice ulicy Pańskiej. W 2014 roku za powieść Niebieskie Zakony zdobył największą ilość głosów w plebiscycie czytelniczym i otrzymał Nagrodę Publiczności „Warto”. W 2019 w plebiscycie „Gazety Wrocławskiej” „Osobowość Roku” w kategorii „Kultura” zajął 5 miejsce.